# Tu mourras moins bête...
Tu mourras moins bête… (…mais tu mourras quand même) est une bande dessinée en ligne humoristique de Marion Montaigne diffusée depuis 2008. La série est publiée sous forme d'albums par Ankama Éditions à partir de 2011 puis Delcourt en 2014. En 2016, la bande dessinée est adaptée en une série animée diffusée sur la chaîne Arte.

## Synopsis
À travers les personnages du Professeur Moustache et de son assistant Nathanaël, la série répond avec humour aux questions scientifiques que de faux lecteurs envoient par carte postale, tout en essayant d'être le plus rigoureux possible scientifiquement. Chaque article est accompagné d'une bibliographie détaillant les sources qui ont inspiré l'auteure. Les démonstrations sont émaillées de clins d'œils à la culture populaire  (le Seigneur des anneaux, Terminator, Retour vers le futur, les Experts, etc.) ou à des personnalités publiques diverses (frères Bogdanov, David Hasselhoff, Bernard Henri-Lévy, etc.).

Marion Montaigne est souvent invitée par des scientifiques, certains de ses articles sont des comptes-rendus de visites faites à des institutions : l'observatoire de Paris, l'université de Jussieu, le Cnes.

## Albums
- 1 La science, c'est pas du cinéma !, Ankama, Paris, 2011
Scénario et dessin : Marion Montaigne -  (ISBN 978-2-35910-220-8).
- 2 Quoi de neuf, docteur Moustache ?, Ankama, Paris, 2012
Scénario et dessin : Marion Montaigne -  (ISBN 978-2-35910-293-2).
- 3 Science un jour, Science toujours !, Delcourt, Paris, 2014
Scénario et dessin : Marion Montaigne -  (ISBN 978-2-7560-6183-2).
- 4 Professeur Moustache étale sa science !, Delcourt, Paris, 2015
Scénario et dessin : Marion Montaigne -  (ISBN 978-2-7560-7317-0).
- 5 Quand y en a plus, y en a encore , Delcourt, Paris, 2019
Scénario et dessin : Marion Montaigne -  (ISBN 978-2413021896).
- 6 In moustachum Veritas, Delcourt, Paris, 2024
Scénario et dessin : Marion Montaigne -  (ISBN 978-2413086161).

### Cartes postales
Dans la version en ligne, les « cartes postales » qui contiennent la question qui sert de prétexte à chaque épisode sont dessinés par divers auteurs issus de l'équipe qui a animé la série.
Dans la version imprimée du livre, ces « cartes postales » sont dessinées par divers auteurs, dont la liste est énumérée dans chaque volume :
Tome 1
- Tanquerelle
- Gwen de Bonneval
- Bastien Vivès
- Clément Devaux
- Erwann Surcouf
- Bertrand Gatignol
- Camille Pradère
- Jérôme d'Aviau
- Julien Castanié
- Jean-Yves Duhoo
- Merwan Chabane
- Guillaume Long
- Guillaume Bouzard
- Libon
- Florent Madoux
- Jacques Azam
- Dorothée de Monfreid
- Adrien Ménielle
- Fabien Vehlmann
- Natacha Sicaud
- Capucine
- Thomas Cadène
- Boulet
- Sacha Goerg
- Manu Larcenet
- Taklyt

Tome 2
- Singeon
- Dorothée de Monfreid
- Lisa Mandel
- Pochep
- Aude Picault
- Ohm
- Olivier Texier
- Anne Simon
- Émile Bravo
- Vince
- Marion Armiganian
- Vincent Caut
- Mathias Martin
- Alfred
- Louis Clichy
- Balak
- Sylvain Marc
- Nicolas Wild
- Gad
- Clotka
- Michaël Sanlaville
- Charlie Poppins
- Terreur Graphique
- Pénélope Bagieu

Tome 3
- Davy
- Florence Dupré la Tour
- Laury Rovelli
- Gilles Rochier
- Gaëlle Hersent
- Stephan Borensztajn
- Anouk Ricard
- Aseyn
- Leslie Plée
- Dominique Bertail
- Lucie Durbiano
- Boris Guilloteau
- Lionel Richerand
- Elisabeth-Meilhac-Mombouyran
- Hervé Bourhis
- Lommsek
- Wandrille

Tome 4
- Renaud Roche
- Pochep
- Fabien Mombouyran
- Eldiablo
- Michaël Sanlaville
- Capucine
- Fano Loco
- Davy Mourier
- Marie Voyelle
- Miss Prickly
- Stéphane Crocheteux
- Philippe Valette
- Patrick Baud
- Éric Sintès
- Yao
- Stan Silas
- Éric Salch
- Boulet
- Alfred
- Mini Ludvin
- Baptiste Amsalem
- Libon

Tome 5
- Héloïse Chochois
- Mai Nguyen
- Joseph Falzon
- Marietta Ren
- Mathieu Burniat
- Cy
- Leslie Plée
- Magali Le Huche
- Robin Cousin
- Thomas Broquet / Bathroom Quest
- Clément Fabre
- Dorothée de Monfreid
- Aseyn
- Benjamin Renner
- Geoffroy Monde
- Pochep
- Philippe Valette
- Jean-Noël Lafargue

Tome 6
- Salomé Lahoche
- Héloïse Chochois
- Maëlle Réat
- Chloé Wary
- Léa Castor
- Gally
- Natalie Nourigat
- Mirion Malle
- Manon Mugnier
- Clémentine Mélois
- Fanny Dalle-Rive
- Zelba
- Stella Lory

## Dessin animé
Une série animée adaptée de la bande dessinée, produite par Agat Films & Cie - Ex Nihilo et Folimage, est diffusée sur la chaîne de télévision franco-allemande Arte depuis janvier 2016,. La saison 1 contenant 30 épisodes et la saison 2 contenant 40 épisodes ont été réalisées par Amandine Fredon. La saison 3 est composée de 30 épisodes réalisés par Hélène Friren et Pierre Volto. Une saison 4 est  en cours de production et devrait sortir en juin 2025
. François Morel prête sa voix au Professeur Moustache, et Jérôme Pauwels à Nathanaël.

## Récompenses
- 2011 : Prix du Margouillat[9].
- 2013 : Prix du public Cultura au Festival d'Angoulême pour le deuxième tome[10]
- Professeur Moustache étale sa science ! : Sélection officielle du Festival d'Angoulême 2016[11].